# Prionapteryx rubricalis
Prionapteryx rubricalis là một loài bướm đêm trong họ Crambidae.